# Jeunesse-Lumière
Jeunesse-Lumière est une école de prière et d'évangélisation et une association de fidèles cofondée en 1984 par Daniel-Ange de Maupeou d'Ableiges. En 1987, elle s'installe dans le Tarn à Pratlong, commune d'Espérausses.
En 2021, des abus spirituels et sexuels sont révélés concernant le prêtre Marie-Michel Hostalier, cofondateur de la communauté. Jean Legrez, archevêque d'Albi, décide en juillet 2022, de mettre en pause Jeunesse-Lumière pour organiser la communauté « au-delà même du fondateur ». En juin 2023, la fermeture définitive de Jeunesse-Lumière à Pratlong est annoncée.

## Histoire
En 1984, la communauté est fondée à Fontchaude, Alpes-de-Haute-Provence, par Daniel-Ange de Maupeou d'Ableiges, le prêtre Marie-Michel Hostalier et trois couples, dans des locaux prêtés par les Foyers de Charité de Roquefort-les-Pins. En 1987, elle s'installe dans le Tarn à Pratlong.
En septembre 1994, le mouvement est reconnu canoniquement comme association de fidèles par l'archevêque d'Albi, Roger Meindre.
Quatre autres écoles sont ouvertes : une en Italie et deux en Pologne, à temps partiel ou à temps plein, et une autre au Bénin à Cotonou[réf. nécessaire].
Entre 1984 et 2009, Jeunesse-Lumière aurait formé environ 700 personnes originaires de 54 pays, parmi lesquelles 30 prêtres et 70 consacré(e)s.
Le 19 juillet 2022, Jean Legrez, archevêque d'Albi demande à la communion Jeunesse-Lumière « une année de pause pour permettre d'organiser l'avenir de l'école […] de manière durable, au-delà même du fondateur ». Si le communiqué du diocèse ne parle pas de fermeture, après 38 ans d'existence, il évoque la nécessité d'un temps de réflexion sur l'avenir du mouvement. À ce sujet, Alex et Maud Lauriot Prévost qui intervenaient dans l'école jusqu'en 2021, déclarent : « Le passage de témoin ne s'est pas fait, (le fondateur) étant resté aux commandes ».
En novembre 2022, Daniel-Ange de Maupeou d'Ableiges est mis en cause par le « Trombinoscope » de Golias pour des abus sexuels similaires à ceux qu'a reconnus Michel Santier. L'intéressé dément et les responsables de l'école dénoncent des « propos diffamatoires »,.
Le 13 juin 2023, Jean Legrez, évêque d'Albi, annonce dans un communiqué la fermeture de Jeunesse-Lumière sur son site actuel évoquant le faible nombre d'inscrits - « deux ou trois seulement », l'impossibilité de trouver un prêtre pour suivre les jeunes et l'état délabré des bâtiments,. 

### Les cofondateurs
- Marie-Michel Hostalier, prêtre, est aussi cofondateur en 1997 du Carmel de la Vierge Missionnaire[9]. En 2021, il est renvoyé de l'état clérical à la suite d'une série de faits graves d'abus spirituels et sexuels sur des femmes majeures dans le cadre d'accompagnements spirituels[10].
- Georges et Marie-Josette Bonneval. Après avoir été formés à l'École de la foi de Jacques Loew à Fribourg, ils cofondent en 1986 la Communauté du Verbe de Vie, dissoute en 2023 à la suite de dysfonctionnements graves et d'affaires d'abus sexuels. Ils ont quitté la France et fondé une structure dissidente au Brésil[11].
- Alex et Maud Lauriot-Prevost, délégués épiscopaux à la Nouvelle évangélisation du diocèse d'Avignon[12], ils intègrent la communion Priscille & Aquila[13].
- Jean-Louis et Monique Fradon.

## Partenariats
D'autres associations entretiennent un partenariat avec Jeunesse-Lumière : outre la communion Priscille & Aquila, formée de « couples missionnaires », Jeunesse-Lumière Bujumbura (Burundi), Jeunes Témoins du Christ à Kigali, etc. Une fraternité sacerdotale « Jesus Lux Vitae » est issue de Jeunesse-Lumière[réf. nécessaire].

## Abus sexuels
L'évêché de Valence reçoit des signalements de "délits […] graves touchant des adultes" de la part de Marie-Michel Hostalier et une enquête est alors menée par la Congrégation pour la doctrine de la foi. Celle-ci confirme les abus. En 2021, le Vatican renvoie de l'état clérical Marie-Michel Hostalier coupable d'abus sur des personnes majeures,. Selon le communiqué du diocèse de Valence, une série de faits graves d'abus spirituels et sexuels sur des femmes majeures dans le cadre d'accompagnements spirituels, ont conduit les autorités religieuses à prendre cette décision,. Le site internet de la communauté n'est pas mis à jour depuis.